# Thèmes pour la rébellion
Thèmes pour la rébellion — пятый студийный альбом квебекской блэк-метал-группы Forteresse, выпущенный 24 июня 2016 года на лейбле Sepulchral Productions. Лирика альбома посвящена квебескому сепаратизму.

## Отзывы критиков
Альбом получил положительные отзывы от музыкальных критиков. Трой Киллджой из Metal Storm пишет: «Thèmes pour la rébellion — отличный блэк-металлический альбом, стремительный, но мрачный, и никогда не отходящий далеко от ненависти и гнева, которые вы привыкли ожидать, начиная с истоков жанра. Как альбом Forteresse, это их magnum opus».

## Список композиций
| №                   | Название                      | Длительность |
| ------------------- | ----------------------------- | ------------ |
| 1.                  | «Aube de 1837»                | 0:46         |
| 2.                  | «Spectre de la rébellion»     | 5:33         |
| 3.                  | «Là où nous allons»           | 6:09         |
| 4.                  | «Par la bouche de mes canons» | 6:14         |
| 5.                  | «Le Sang des héros»           | 6:51         |
| 6.                  | «Forêt d’automne»             | 5:20         |
| 7.                  | «Vespérales»                  | 6:59         |
| 8.                  | «Le dernier voyage»           | 4:55         |
| Общая длительность: | Общая длительность:           | 42:47        |

## Участники записи
- Fiel — ударные, вокал
- Matrak — гитара
- Moribond — гитара, бас
- Athros — вокал